# Tangara cyanoventris
La tangara ventriazul o tángara de dorsos dorados (Tangara cyanoventris) es una especie de ave paseriforme de la familia Thraupidae, perteneciente al numeroso género Tangara. Es endémica del sureste de Brasil.

## Distribución y hábitat
Se distribuye en el sureste de Brasil, desde el centro de Bahía, hacia el sur hasta el sur de São Paulo, y hacia el oeste hasta el centro oeste de Minas Gerais.
Esta especie es considerada bastante común en sus hábitats naturales: el dosel y los bordes de bosques húmedos de baja montaña de la mata atlántica, principalmente entre 500 y 1200 m de altitud.

## Sistemática

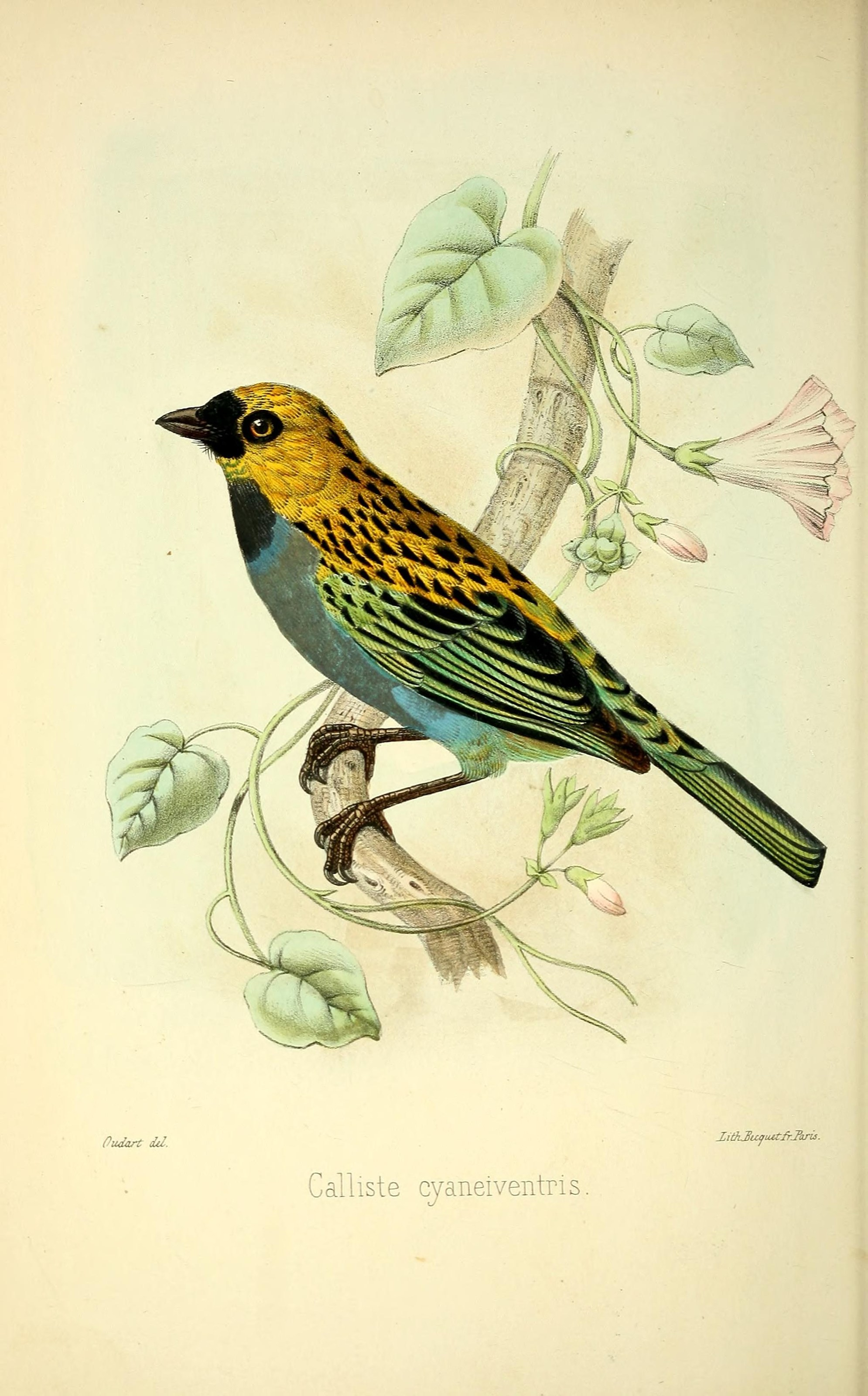
Calliste cyaneiventris = Tangara cyanoventris, ilustración de Oudart en A monograph of the birds forming the tanagrine genus Calliste, 1857.

### Descripción original
La especie T. cyanoventris fue descrita por primera vez por el naturalista francés Louis Pierre Vieillot en 1819 bajo el nombre científico Tanagra cyanoventris; su localidad tipo es: «Brasil».

### Etimología
El nombre genérico femenino Tangara deriva de la palabra en el idioma tupí «tangará», que significa «bailarín» y era utilizado originalmente para designar una variedad de aves de colorido brillante; y el nombre de la especie «cyanoventris» se compone de las palabras latinas «cyanos»: lapizlazuli, y «venter, ventris»: vientre.

### Taxonomía
Los amplios estudios filogenéticos recientes demuestran que la presente especie es hermana de Tangara desmaresti y el par formado por ambas es hermano de Tangara cyanocephala; y este grupo se integra a un clado monofilético con Tangara fastuosa y T. seledon. Es monotípica.